# Штирли, Юлия
Юлия Штирли (нем. Julia Stierli; род. 3 апреля 1997, Швейцария) — швейцарская футболистка, защитник немецкого клуба «Фрайбург» и сборной Швейцарии.

## Карьера в клубе
Начала свою карьеру в возрасте восьми лет в ФК «Мури». С 2012 по 2014 год играла за «Арау», а затем перешла в «Цюрих», с которым шесть раз выиграла чемпионат Швейцарии.
С 2024 года Штирли — игрок немецкого «Фрайбурга».

## Карьера в сборной
Ризен была игроком всех юношеских сборных Швейцарии. В 2017 году дебютировала в составе первой сборной Швейцарии.
Была вызвана в сборную на чемпионат Европы 2022 года. Принимала участие в чемпионате мира 2023 года.
В июне 2025 года была заявлена в сборную Швейцарии для участия в чемпионате Европы. В первом же матче против Норвегии забила автогол, который позволил соперникам выиграть матч.

## Достижения
- Чемпионка Швейцарии: 2014/15, 2015/16, 2017/18, 2018/2019, 2021/22, 2022/23
- Обладательница Кубка Швейцарии: 2014/15, 2015/16, 2017/18, 2018/19, 2021/22